# 분배 함수 (양자장론)
양자장론에서 분배 함수는 상관 함수에 대한 범함수를 생성하여 경로 적분 공식화에서 연구의 핵심 대상이 된다. 이는 통계 역학 분배 함수의 허수 시간 버전으로, 물리학의 두 영역 사이에 긴밀한 연결을 제공한다. 자유장론에서는 그러한 해법을 인정하지만 분배 함수를 정확히 풀 수 있는 경우는 거의 없다. 대신 일반적으로 섭동적인 접근 방식이 구현되며 이는 파인만 다이어그램을 합산하는 것과 동일하다.

## 범함수 생성하기

### 스칼라 장론
실수 스칼라 장 {\displaystyle \phi }과  작용 {\displaystyle S[\phi ]}을 사용한 {\displaystyle d} 차원 장론에서, 분배 함수는 경로 적분 형식에서 다음 범함수로 정의된다.
{\displaystyle Z[J]=\int {\mathcal {D}}\phi \ e^{iS[\phi ]+i\int d^{d}xJ(x)\phi (x)}}
여기서 {\displaystyle J(x)}는 가상의 근원 전류이다. 임의의 n-점 상관 함수에 대한 생성 함수 역할을 한다.
{\displaystyle G_{n}(x_{1},\dots ,x_{n})=(-1)^{n}{\frac {1}{Z[0]}}{\frac {\delta ^{n}Z[J]}{\delta J(x_{1})\cdots \delta J(x_{n})}}{\bigg |}_{J=0}.}
여기서 사용된 도함수는 정규 함수가 아닌 함수에 작용하므로 정규 도함수가 아닌 범함수 도함수이다. 이로부터 근원 전류의 멱급수를 연상시키는 분배 함수에 대한 등가 표현은 다음과 같다
{\displaystyle Z[J]=\sum _{n\geq 0}{\frac {1}{n!}}\int \prod _{i=1}^{n}d^{d}x_{i}G(x_{1},\dots ,x_{n})J(x_{1})\cdots J(x_{n}).}
휘어진 시공간에는 초기 진공 상태가 최종 진공 상태와 동일할 필요가 없기 때문에 처리해야 하는 미묘한 문제가 추가된다. 기본 장과 동일한 방식으로 복합 연산자에 대한 분배 함수를 구성할 수도 있다. 그러면 이러한 연산자의 상관 함수는 이러한 범함수의 범함수 도함수로 계산될 수 있다. 예를 들어 복합 연산자 {\displaystyle {\mathcal {O}}(x)}의 분배 함수는 다음과 같다.
{\displaystyle Z_{\mathcal {O}}[J]=\int {\mathcal {D}}\phi e^{iS[\phi ]+i\int d^{d}xJ(x){\mathcal {O}}(x)}.}
분배 함수를 알면 모든 상관 함수를 직접 계산할 수 있으므로 이론이 완전히 해결된다. 그러나 분배 함수를 정확하게 계산할 수 있는 경우는 거의 없다. 자유장론은 정확한 해를 인정하지만, 상호작용 이론은 일반적으로 그렇지 않다. 대신 분배 함수는 약한 결합에서 섭동적으로 계산 될 수 있으며, 이는 다음과 같은 external legs에 {\displaystyle J} 삽입 Feynman 다이어그램을 사용하는 정규 섭동 이론에 해당한다. 이러한 유형의 다이어그램에 대한 대칭 요소는 모든 외부 다리가 동일하므로 상관 함수의 대칭 요소와 다르다.  상호교환될 수 있는 {\displaystyle J} 삽입인 반면, 상관 함수의 외부 구간은 모두 특정 좌표에 고정되어 있으므로 고정된다.
윅 변환을 수행하면 분배 함수는 유클리드 시공간에서과 같이 표현될 수 있다.
{\displaystyle Z[J]=\int {\mathcal {D}}\phi \ e^{-(S_{E}[\phi ]+\int d^{d}x_{E}J\phi )},}
여기서 {\displaystyle S_{E}}는 유클리드 작용이고 {\displaystyle x_{E}}는 유클리드 좌표이다. 이 형태는 통계 역학의 분배 함수와 밀접하게 연결되어 있다. 특히 유클리드 라그랑지안은 일반적으로 아래로부터 경계를 이루기 때문에 이 경우 에너지 밀도로 해석될 수 있다. 또한 지수 인자를 장 구성에 대한 통계적 가중치로 해석할 수 있으며, 기울기 또는 장 값의 변동이 클수록 더 큰 억제가 가능하다. 통계 역학과의 이러한 연결은 양자장론에서 상관 함수가 어떻게 작동해야 하는지에 대한 추가적인 직관을 제공한다.

### 일반적 장론
스칼라 사례의 동일한 원리 대부분은 추가 장이 있는 보다 일반적인 이론에 적용된다. 각 장에는 자체 가상 전류가 필요하며, 반입자 장에는 자체 별도의 전류가 필요하다. 전류의 도함수를 사용하여 분배 함수에 작용하면 관련 장이 지수에서 내려오므로 임의의 상관 함수를 구성할 수 있다. 미분 후 진공 상태의 상관 함수가 필요한 경우 전류는 0으로 설정되지만 사라지지 않는 배경 장에서 상관 함수를 생성하기 위해 특정 값을 취하도록 전류를 설정할 수도 있다.
그라스만 값 페르미온 장이 있는 분배 함수의 경우 소스도 그라스만 값이다. 예를 들어, 단일 디랙 페르미온 {\displaystyle \psi (x)}을 사용한 이론에는 두 개의 그라스만 전류 {\displaystyle \eta }, {\displaystyle {\bar {\eta }}}를 도입해야 한다.그래서 분배 함수는 다음과 같다.
{\displaystyle Z[{\bar {\eta }},\eta ]=\int {\mathcal {D}}{\bar {\psi }}{\mathcal {D}}\psi \ e^{iS[\psi ,{\bar {\psi }}]+i\int d^{d}x({\bar {\eta }}\psi +{\bar {\psi }}\eta )}.}
{\displaystyle {\bar {\eta }}}에 대한 범함수 미분은  페르미온 장을 제공하는 반면 {\displaystyle \eta }에 대한 도함수는 상관 함수에 반페르미온 장을 제공한다.

### 열장론
온도 {\displaystyle T}에서의 열장론은  유클리드 형식화에서는 축소화된 시간적 길이 {\displaystyle \beta =1/T} 방향을 갖는 이론과 동일하다. 분배 함수는 장과 유클리드 시공간 적분에 주기성 조건을 적용하여 적절하게 수정되어야 한다.
{\displaystyle Z[\beta ,J]=\int {\mathcal {D}}\phi e^{-S_{E,\beta }[\phi ]+\int _{\beta }d^{d}x_{E}J\phi }{\bigg |}_{\phi ({\boldsymbol {x}},0)=\phi ({\boldsymbol {x}},\beta )}.}
이 분배 함수는 허수 시간 형식화에서 열장론의 정의로 간주될 수 있다. 상관 함수는 전류에 대한 일반적인 범함수 미분을 통해 분배 함수로부터 획득된다.
{\displaystyle G_{n,\beta }(x_{1},\dots ,x_{n})={\frac {\delta ^{n}Z[\beta ,J]}{\delta J(x_{1})\cdots \delta J(x_{n})}}{\bigg |}_{J=0}.}

## 자유장론
분배 함수는 장의 관점에서 완전 제곱화 함으로써 자유장론에서 정확하게 풀 수 있다. 상수에 의한 이동은 경로 적분 측도에 영향을 주지 않으므로 분배 함수를  경로 적분에서 발생하는 비례 상수 {\displaystyle N}로 분리할 수 있고 전류에만 의존하는 두 번째 항이다. 스칼라장론의 경우 이는 다음과 같다.
{\displaystyle Z_{0}[J]=N\exp {\bigg (}-{\frac {1}{2}}\int d^{d}xd^{d}y\ J(x)\Delta _{F}(x-y)J(y){\bigg )},}
여기서 {\displaystyle \Delta _{F}(x-y)}는 위치 공간 파인만 전파인자
{\displaystyle \Delta _{F}(x-y)=\int {\frac {d^{d}p}{(2\pi )^{d}}}{\frac {i}{p^{2}-m^{2}+i\epsilon }}e^{-ip\cdot (x-y)}.}
이 분배 함수는 자유장론을 완전히 결정한다.
단일 자유 디랙 페르미온을 갖는 이론의 경우, 완전제곱식으로 만들면 다음 형식의 분배 함수가 생성된다.
{\displaystyle Z_{0}[{\bar {\eta }},\eta ]=N\exp {\bigg (}\int d^{d}xd^{d}y\ {\bar {\eta }}(y)\Delta _{D}(x-y)\eta (x){\bigg )},}
여기서 {\displaystyle \Delta _{D}(x-y)}는 위치 공간 디랙 전파인자
{\displaystyle \Delta _{D}(x-y)=\int {\frac {d^{d}p}{(2\pi )^{d}}}{\frac {i({p\!\!\!/}+m)}{p^{2}-m^{2}+i\epsilon }}e^{-ip\cdot (x-y)}.}

## 더 읽기
- Ashok Das, Field Theory: A Path Integral Approach, 2nd edition, World Scientific (Singapore, 2006); paperback ISBN 978-9812568489.
- Kleinert, Hagen, Path Integrals in Quantum Mechanics, Statistics, Polymer Physics, and Financial Markets, 4th edition, World Scientific (Singapore, 2004); paperback ISBN 981-238-107-4 (also available online: PDF-files).
- Jean Zinn-Justin (2009), Scholarpedia, 4 (2): 8674 .